# Xã Pierceville, Quận Finney, Kansas
Xã Pierceville (tiếng Anh: Pierceville Township) là một xã thuộc quận Finney, tiểu bang Kansas, Hoa Kỳ. Năm 2010, dân số của xã này là 491 người.